# Vito Hammershøy-Mistrati
Vito Hammershøy-Mistrati, né le 15 juin 1992 à Copenhague au Danemark, est un footballeur danois qui évolue au poste de milieu central à l'IFK Norrköping.

## Biographie

### Débuts
Né à Copenhague au Danemark, Vito Hammershøy-Mistrati est formé au FC Midtjylland mais il ne joue aucun match avec l'équipe première. Il rejoint en 2011 le Næstved BK où il commence sa carrière professionnelle. Lors de l'été 2012, il rejoint le HB Køge.
En juillet 2017, il s'engage avec le Hobro IK, qui lui permet de découvrir la Superligaen, l'élite du football danois. Il joue son premier match dans cette compétition le 16 juillet 2017, en étant titularisé face au FC Helsingør lors de la première journée de la saison 2017-2018. Hobro s'impose ce jour-là par deux buts à un. Le 10 décembre de la même année, il se fait remarquer en championnat face au FC Nordsjælland, en délivrant deux passes décisives pour Quincy Antipas, mais son équipe s'incline finalement par trois buts à deux.

### Randers FC
Le 6 juillet 2019, il s'engage en faveur du Randers FC. Il joue son premier match sous ses nouvelles couleurs le 14 juillet 2019, lors de la première journée de la saison 2019-2020 face à SønderjyskE. Il est titulaire et Randers est battue par deux buts à un.
Avec le Randers FC, Hammershøy-Mistrati joue la finale de la coupe du Danemark le 13 mai 2021 face à SønderjyskE. Il est titulaire et son équipe s'impose par quatre buts à zéro,,. Il remporte ainsi le premier trophée de sa carrière.

### CFR Cluj
Le 8 juin 2022, Vito Hammershøy-Mistrati quitte le Randers FC pour rejoindre la Roumanie en s'engageant avec le CFR Cluj,.

### IFK Norrköping
Après six mois en Roumanie, Vito Hammershøy-Mistrati rejoint la Suède pour s'engager en faveur de l'IFK Norrköping le 28 janvier 2023. Il signe un contrat de trois ans, soit jusqu'en décembre 2025.
Le 13 août 2023, Hammershøy-Mistrati se fait remarquer lors d'une rencontre de championnat face à l'Halmstads BK en réalisant son premier doublé pour le club. Titulaire, il marque le but égalisateur de son équipe après 30 minutes de jeu, puis son second but intervient à la 79e minute, sur une frappe lointaine du milieu de terrain alors que le gardien adverse, Marko Johansson, est très avancé, et vient sceller la victoire de son équipe (1-3 score final),.

## Vie privée
Vito Hammershøy-Mistrati est le fils du réalisateur danois Miki Mistrati. 

## Palmarès

### En club
Randers FC
- Coupe du Danemark (1) :
  - Vainqueur : 2020-21.